# 김동휘 (외교관)

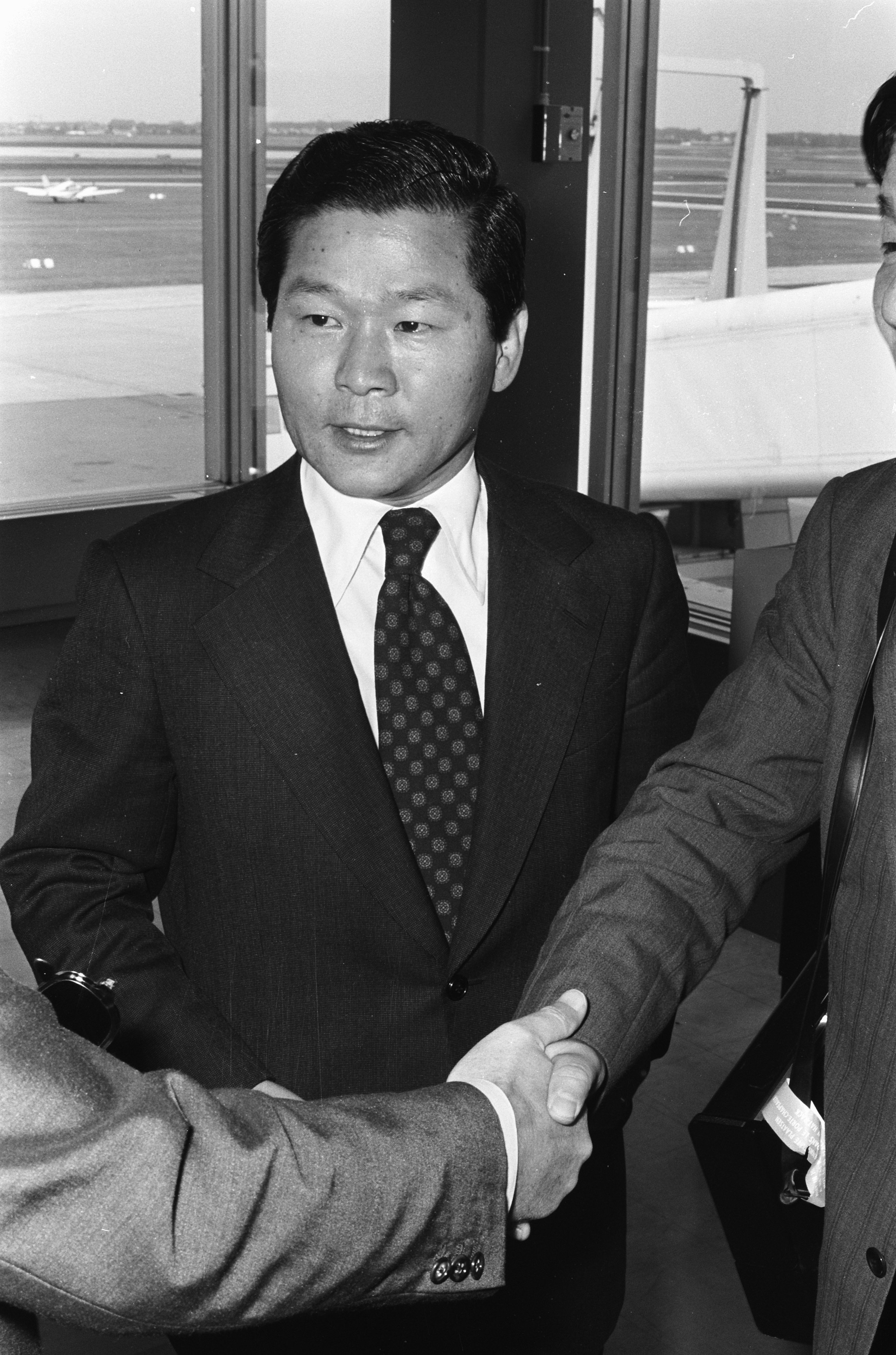

김동휘(金東輝, 1932년 2월 29일 ~ 1983년 10월 9일)는 대한민국의 제30대 상공부 장관을 역임한 공무원이다. 본관은 청도.

## 약력
- 1932년 경상남도 양산에서 태어났다.
- 1951년 경남고등학교 졸업.
- 1954년 고등고시(高等考試) 행정과(行政科)에 합격.
- 1955년 서울대학교 정치학과 학사 학위 취득.
- 1968년 독일 본 대학교 대학원 법학석사 수료.
- 1973년 외무부 경제차관보 역임.
- 1978년 이란 대사 역임.
- 1980년 외무부 차관 역임.
- 1982년 상공부 장관으로 영전(榮轉)하였다.
- 1983년 미얀마에서 아웅산묘역 폭탄테러사건으로 순국하였다.